# Ключищі (Краснооктябрський район)
Ключищі (рос. Ключищи) — село в Краснооктябрському районі Нижньогородської області Російської Федерації.
Населення становить 332 особи. Входить до складу муніципального утворення Краснооктябрський округ.

## Історія
До травня 2022 року входило до складу муніципального утворення Ключищинська сільрада.

## Населення
| 2002 | 2010 | 2012 | 2013 | 2014 | 2015 | 2016 |
| ---- | ---- | ---- | ---- | ---- | ---- | ---- |
| 543  | ↘417 | ↘415 | ↘409 | ↘385 | ↘378 | ↘366 |
| 2017 |      |      |      |      |      |      |
| ↘361 |      |      |      |      |      |      |